# Badula sieberi
Badula sieberi är en viveväxtart som beskrevs av A. Dc. Badula sieberi ingår i släktet Badula och familjen viveväxter. Inga underarter finns listade i Catalogue of Life.